# Nuoto ai Giochi della I Olimpiade - 1200 metri stile libero
I 1200 metri stile libero era una delle quattro gare del programma di nuoto dei Giochi della I Olimpiade di Atene.
Questa era l'ultima delle gare che si disputarono l'11 aprile 1896 nella baia di Zea, nelle acque nei pressi del Pireo; parteciparono a questa nove nuotatori, provenienti da quattro nazioni.
Era la competizione più lunga e dura, sia per la distanza, sia per le condizioni del mare, gelido e mosso. Nonostante avesse già vinto la gara dei 100 metri stile libero, Hajós gareggiò anche nei 1200, vincendo in 18:22.2., con un distacco dal resto del gruppo di quasi 100 metri. Neumann, che aveva vinto la gara dei 500 metri, non riuscì ad arrivare al traguardo. I piazzamenti di Williams e di quattro atleti greci, che comunque non finirono sul podio, sono sconosciuti, così come il nome di tre di loro.
Si dice che prima della gara dei 1200 m, Hajós si spalmò sul corpo uno strato di un centimetro di grasso, per tentare di attutire la morsa del freddo.

## Risultati
| Posizione | Atleta                             | Paese       | Tempo   |
| --------- | ---------------------------------- | ----------- | ------- |
|           | Alfréd Hajós                       | Ungheria    | 18'22"8 |
|           | Iōannīs Andreou                    | Grecia      | 21'03"4 |
|           | Efstathios Chōrafas                | Grecia      | ---     |
| ?         | N. Katravas                        | Grecia      | ---     |
| ?         | Gardner Williams                   | Stati Uniti | ---     |
| ?         | Tre atleti greci, nomi sconosciuti | Grecia      | ---     |
| ritirato  | Paul Neumann                       | Austria     | ---     |